# レインボーアンバー
レインボーアンバー（欧字名:Rainbow Amber、1986年3月17日 - 没日不詳）は、日本の競走馬、種牡馬。主な勝ち鞍に1989年の弥生賞。

## 競走馬時代
1988年11月に福島競馬場の新馬戦でデビューし、2戦連続2着ののち3戦目で初勝利を挙げる。4歳を迎えて中山競馬場の若竹賞4着を経て東京競馬場でのダートの条件戦で2勝目を挙げる。重賞初出走となった共同通信杯4歳ステークスでも5番人気でマイネルブレーブの2着に入る。続く弥生賞は不良馬場となり、道悪を苦にした大本命のサクラホクトオーが馬群に沈むのを尻目に、2着ワンダーナルビーに1秒7の差をつける大差勝ちする。弥生賞後、左前の裂蹄のために皐月賞を直前で回避、東京優駿も出走を断念した。秋になって復帰し、京都新聞杯5着を叩いて挑んだ菊花賞ではバンブービギンの2着に入った。故障のためその後はレースに出走せず、結果的に菊花賞がラストランとなった。

## 競走成績
以下の内容は、JBISサーチおよびnetkeiba.comに基づく。
| 競走日     | 競馬場 | 競走名         | 格   | 距離（馬場）  | 頭 数 | 枠 番 | 馬 番 | オッズ （人気） | 着順 | タイム （上り） | 着差 | 騎手     | 斤量 [kg] | 1着馬（2着馬）         | 馬体重 [kg] |
| ---------- | ------ | -------------- | ---- | ------------- | ----- | ----- | ----- | --------------- | ---- | --------------- | ---- | -------- | --------- | ---------------------- | ----------- |
| 1988.11.05 | 福島   | 3歳未勝利      |      | 芝1000m（良） | 7     | 5     | 5     | 002.00（1人）   | 02着 | R1:00.2（36.2） | -0.2 | 増沢末夫 | 53        | ヤギリクイーン         | 508         |
| 0000.11.12 | 福島   | 3歳新馬        |      | 芝1000m（良） | 7     | 5     | 5     | 001.30（1人）   | 02着 | R1:00.2（35.7） | -0.1 | 増沢末夫 | 53        | グランドピット         | 502         |
| 0000.11.26 | 東京   | 3歳未勝利      |      | ダ1400m（稍） | 8     | 2     | 2     | 002.20（1人）   | 01着 | R1:26.3（50.5） | -0.5 | 増沢末夫 | 54        | （マイファイブスター） | 510         |
| 1989.01.13 | 中山   | 若竹賞         | 400  | 芝2000m（稍） | 12    | 5     | 5     | 005.80（3人）   | 04着 | R2:06.2（36.0） | -0.3 | 増沢末夫 | 55        | アイネスボンバー       | 508         |
| 0000.01.29 | 東京   | 4歳400万下     |      | ダ1600m（良） | 9     | 1     | 1     | 001.50（1人）   | 01着 | R1:39.4（50.5） | -1.7 | 増沢末夫 | 55        | （スピードタリテー）   | 502         |
| 0000.02.12 | 東京   | 共同通信杯4歳S | GIII | 芝1800m（良） | 13    | 2     | 2     | 010.10（5人）   | 02着 | R1:50.6（48.7） | -0.1 | 増沢末夫 | 55        | マイネルブレーブ       | 504         |
| 0000.03.05 | 中山   | 弥生賞         | GII  | 芝2000m（不） | 16    | 3     | 5     | 008.30（2人）   | 01着 | R2:07.7（39.9） | -1.7 | 増沢末夫 | 55        | （ワンダーナルビー）   | 500         |
| 0000.10.15 | 京都   | 京都新聞杯     | GII  | 芝2200m（良） | 15    | 3     | 5     | 037.60（9人）   | 05着 | R2:13.8（47.8） | -0.4 | 加用正   | 57        | バンブービギン         | 494         |
| 0000.11.05 | 京都   | 菊花賞         | GI   | 芝3000m（良） | 18    | 2     | 3     | 008.80（4人）   | 02着 | R3:07.9（46.9） | -0.2 | 加用正   | 57        | バンブービギン         | 504         |

## 種牡馬時代
現役引退後は種牡馬となったが配合相手には恵まれず、総種付頭数は5年の供用期間で35頭、生産頭数はそのうち26頭、そして血統登録された産駒数は、そこから1頭減の25頭であった。JRAではツルギアンバー1頭しか勝ち馬を出せなかったが、ツルギアンバーはのちに地方競馬に転じて地方重賞2勝を挙げた。母の父としては、初年度産駒の1頭レインボーファストの仔に兵庫ジュニアグランプリを制したエースインザレース（父ディアブロ）、その半妹にあたるレーゲンボーゲン（父フレンチデピュティ）の産駒に2018年の天皇賞（春）優勝のレインボーライン、2010年のローズステークス優勝のアニメイトバイオが出ており、今もなお血統表にその名を残している。
1996年1月に用途変更になり、その後の詳しい消息は不明ながら、競走馬のふるさと案内所の記載によれば沙流郡日高町の前川義則牧場に、ブラックタキシードのものとともに墓碑がある。

### 主な産駒
- 1995年産
  - ツルギアンバー（読売レディス杯、スプリンター争覇）[7]

### ブルードメアサイアーとしての主な産駒
- 2000年産
  - エースインザレース（父ディアブロ、兵庫ジュニアグランプリ、全日本2歳優駿2着）
- 2002年産
  - レーゲンボーゲン（父フレンチデピュティ、レインボーライン、アニメイトバイオの母）
- 2003年産
  - シルクウィザード（父リンドシェーバー、福山スプリントカップ、銀蹄ステークス2着[注 1]）

## 血統表
| レインボーアンバーの血統      | レインボーアンバーの血統                                  | レインボーアンバーの血統                                  | （血統表の出典）                                          | （血統表の出典） |
| 父系                          | ノーザンテースト系                                        | ノーザンテースト系                                        | ノーザンテースト系                                        | [ § 2 ]          |
| 父 アンバーシャダイ 1977 鹿毛 | 父の父*ノーザンテースト Northern Taste 1971 栗毛          | Northern Dancer                                           | Nearctic                                                  | Nearctic         |
| 父 アンバーシャダイ 1977 鹿毛 | 父の父*ノーザンテースト Northern Taste 1971 栗毛          | Northern Dancer                                           | Natalma                                                   |                  |
| 父 アンバーシャダイ 1977 鹿毛 | 父の父*ノーザンテースト Northern Taste 1971 栗毛          | Lady Victoria                                             | Victoria Park                                             | Victoria Park    |
| 父 アンバーシャダイ 1977 鹿毛 | 父の父*ノーザンテースト Northern Taste 1971 栗毛          | Lady Victoria                                             | Lady Angela                                               |                  |
| 父 アンバーシャダイ 1977 鹿毛 | 父の母*クリアアンバー Clear Amber 1967 黒鹿毛             | Ambiopoise                                                | Ambiorix                                                  | Ambiorix         |
| 父 アンバーシャダイ 1977 鹿毛 | 父の母*クリアアンバー Clear Amber 1967 黒鹿毛             | Ambiopoise                                                | Bull Poise                                                |                  |
| 父 アンバーシャダイ 1977 鹿毛 | 父の母*クリアアンバー Clear Amber 1967 黒鹿毛             | One Clear Call                                            | Gallant Man                                               | Gallant Man      |
| 父 アンバーシャダイ 1977 鹿毛 | 父の母*クリアアンバー Clear Amber 1967 黒鹿毛             | One Clear Call                                            | Europa                                                    |                  |
| 母 イーデンブルース 1974 栗毛 | 母の父*マッチウォン Match Won 1964 栗毛                   | Match                                                     | Tantieme                                                  | Tantieme         |
| 母 イーデンブルース 1974 栗毛 | 母の父*マッチウォン Match Won 1964 栗毛                   | Match                                                     | Relance                                                   |                  |
| 母 イーデンブルース 1974 栗毛 | 母の父*マッチウォン Match Won 1964 栗毛                   | Edwina                                                    | Alycidon                                                  | Alycidon         |
| 母 イーデンブルース 1974 栗毛 | 母の父*マッチウォン Match Won 1964 栗毛                   | Edwina                                                    | Fair Edwine                                               |                  |
| 母 イーデンブルース 1974 栗毛 | 母の母スズブエ 1958 栗毛                                  | *ハロウェー                                               | Fairway                                                   | Fairway          |
| 母 イーデンブルース 1974 栗毛 | 母の母スズブエ 1958 栗毛                                  | *ハロウェー                                               | Rosy Legend                                               |                  |
| 母 イーデンブルース 1974 栗毛 | 母の母スズブエ 1958 栗毛                                  | キユウシユウ                                              | *プリメロ                                                 | *プリメロ        |
| 母 イーデンブルース 1974 栗毛 | 母の母スズブエ 1958 栗毛                                  | キユウシユウ                                              | フイーニクス                                              |                  |
| 母系(F-No.)                   | プロポンチス(GB)系(FN:4-d)                                | プロポンチス(GB)系(FN:4-d)                                | プロポンチス(GB)系(FN:4-d)                                | [ § 3 ]          |
| 5代内の近親交配               | Lady Angela4･5（父内）＝9.38%、Bull Lea5･5（父内）＝6.25% | Lady Angela4･5（父内）＝9.38%、Bull Lea5･5（父内）＝6.25% | Lady Angela4･5（父内）＝9.38%、Bull Lea5･5（父内）＝6.25% | [ § 4 ]          |
| 出典                          | 1. 2. 3. 4.                                               | 1. 2. 3. 4.                                               | 1. 2. 3. 4.                                               | 1. 2. 3. 4.      |

- 母系は小岩井農場の基礎輸入牝馬の1頭であるプロポンチスに遡る。
- 甥（半妹レインボーブルーの産駒）にトーホウエンペラー（東京大賞典、マイルチャンピオンシップ南部杯など。NARグランプリ年度代表馬2回）[12][13]。